# Oorlogsmonument Burcht

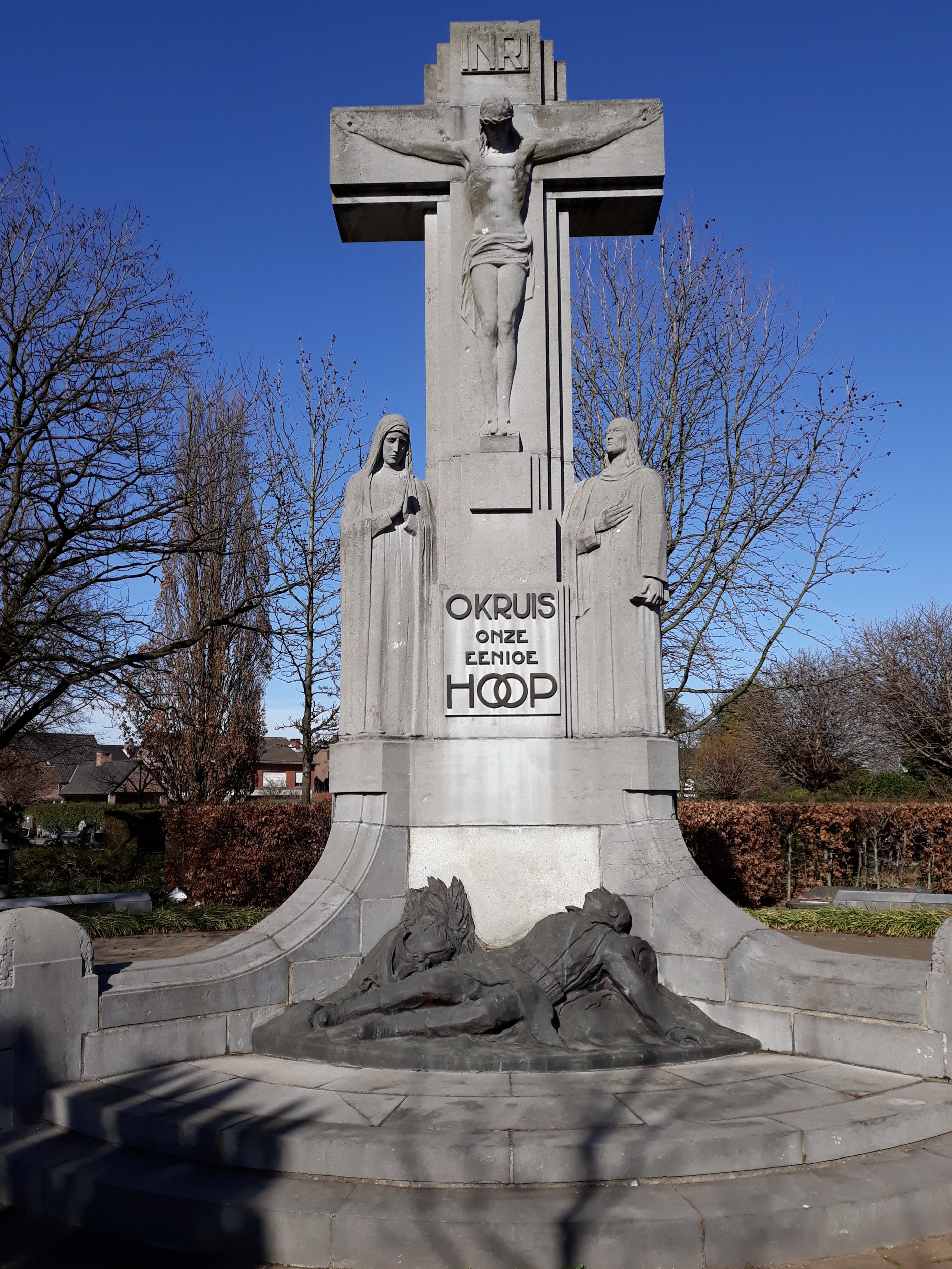
Het oorlogsmonument op de begraafplaats van Burcht (Zwijndrecht)

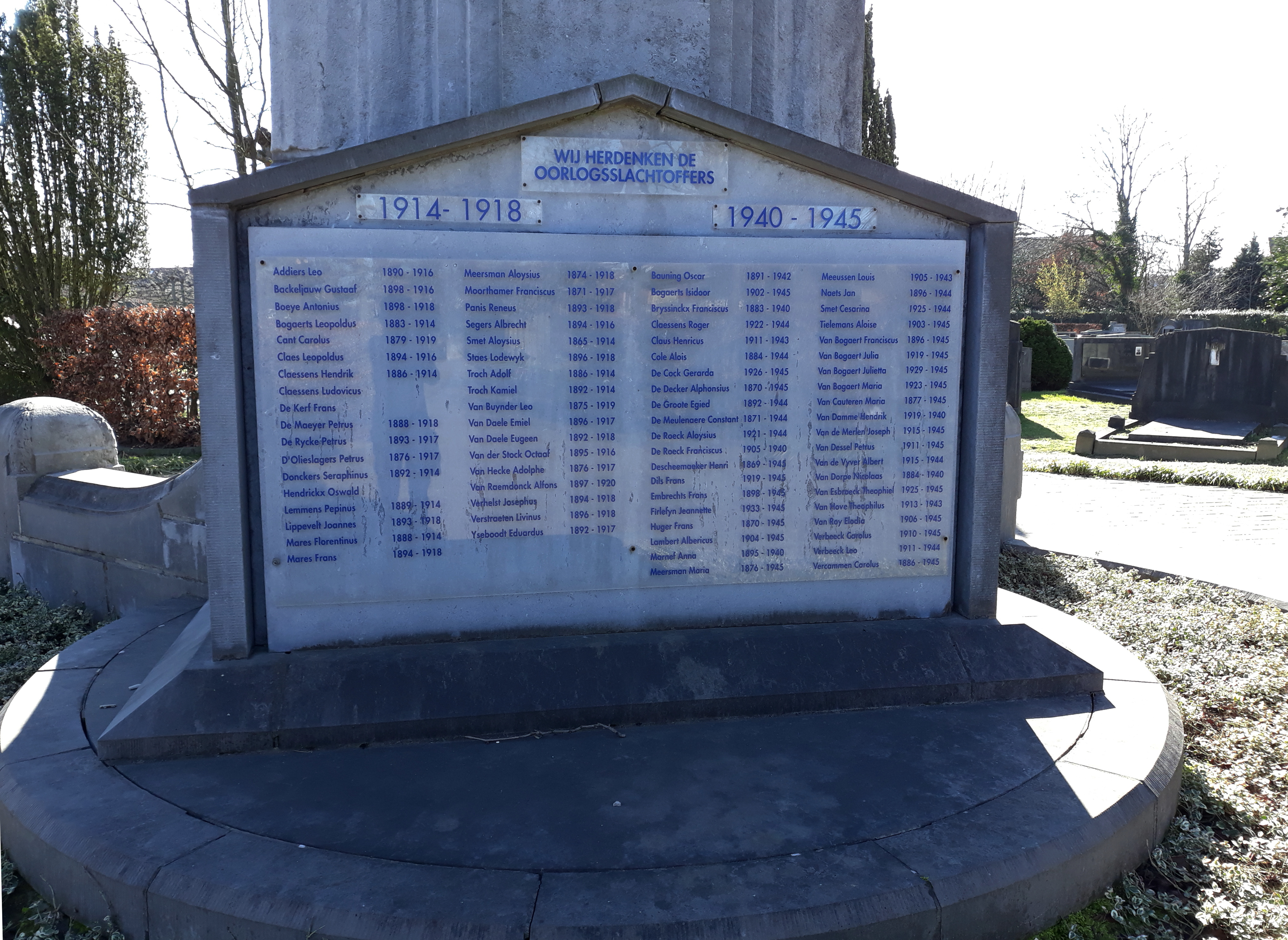
Achterzijde van het oorlogsmonument met namen van de oorlogsslachtoffers

Het oorlogsmonument van Burcht (Zwijndrecht), ter nagedachtenis van de Burchtse oorlogsslachtoffers tijdens beide wereldoorlogen, bevindt zich op de begraafplaats aan de Zwijndrechtsestraat. Het dateert uit het interbellum en werd op 20 juli 1930 ingehuldigd.

## Beschrijving
Het art-decostijlen gedenkteken is opgetrokken uit blauwe hardsteen door de beeldhouwer Simon Goossens, naar een ontwerp van Frans Cools. De sokkel is driedelig en cirkelvormig met daarop een beeltenis van Christus aan het kruis. Aan de rechterzijde bevindt zich een afbeelding van Maria, aan de linkerkant Johannes de Doper. Centraal in de voet van het kruis is in bronzen letters de tekst  te lezen: "O kruis/onze eenige/hoop". Een bronzen bas-reliëf van een gesneuvelde soldaat ligt onderaan de sokkel. Aan de achterkant van het monument is later een gedenkplaat bevestigd met de namen en data van de militaire en burgerlijke oorlogsslachtoffers. Rond het plein staan hardstenen sokkels met gedenkplaten van oud-strijders opgesteld.

## Erfgoed
Het oorlogsmonument is aangeduid als vastgesteld bouwkundig erfgoed sinds 29 maart 2019.